# Louis Marie de Milet de Mureau
Louis Marie de Milet de Mureau (Tolone, 26 giugno 1751 – Parigi, 5 maggio 1825) è stato un politico, generale e nobile francese.

## Biografia
Nato in una famiglia nobile, fu ammesso alla Scuola Reale del Genio di Mézières nel 1769. 
Eletto deputato sostituto agli Stati Generali nel 1789 dalla sua città natale, sostituì Louis-Armand de La Poype de Vertrieux nell'Assemblea Costituente dell'Assemblea nazionale, dove si distinse per la moderazione delle sue opinioni. 
Membro di diversi comitati, presentò relazioni sulla valuta di stato, sulla navigazione interna dei fiumi di Francia, sullo stato maggiore dell'esercito e sul ruolo della Guardia Nazionale.
Nel 1792 Milet de Mureau venne posto al comando dell'artiglieria e del genio delle forze armate della  Armée des Alpes  e di quella del Varo,  con il quale entrò poi in Italia. Le sue origini e le sue opinioni politiche, ad ogni modo, lo resero sospetto alla Convenzione Nazionale che lo privò poco dopo del comando. Tornato a Parigi, venne incaricato dal governo di redigere il Voyage de La Pérouse.
Promosso generale di brigata il 7 gennaio 1796, divenne responsabile dell'artiglieria e del genio presso il Ministero della Guerra francese. 
Sostituì Scherer come ministro della guerra nel febbraio del 1799, in un momento storico nel quale la Francia si ritrovò attaccata su ogni fronte, con notevoli agitazioni interne e con le casse del tesoro semivuote.
Il generale Mureau riuscì comunque a rendere un importante servigio allo stato, fornendo al generale Andrea Massena, nonostante l'estrema carenza di uomini e denaro, i mezzi per riorganizzare l'esercito in Svizzera e vincere la seconda battaglia di Zurigo che rovesciò le sorti dell'intera campagna a favore dei francesi. Ulteriori difficoltà (perlopiù causate dal Consiglio dei Cinquecento), costrinsero Milet de Mureau a dimettersi il 2 luglio 1799. 
Quello stesso giorno venne promosso al grado di maggiore generale del genio.
Dopo il colpo di stato del 18 brumaio, Napoleone Bonaparte pensò di non coinvolgerlo nelle azioni di governo e lo relegò alla prefettura di Corrèze nel 1802, carica che mantenne per gli otto anni successivi. 
Il 18 giugno 1809 venne nominato  barone dell'Impero.
Alla prima Restaurazione borbonica, Luigi XVIII lo inviò in Corsica dal 1814 in qualità di commissario del re, dove fu accolto con entusiasmo.
Pensionato dal 1816, venne nominato membro del gran consiglio di amministrazione dell'Hôtel des Invalides e morì nel maggio del 1825.